# Carl Aschan
Carl Nils Gunnar William Aschan, född 6 maj 1906 i Örebro, död 27 juli 2008, var en svenskfödd brittisk spion och underrättelseofficer under andra världskriget.
Djurklou föddes i Örebro som son till skriftställaren Nils Aschan och friherrinnan Elsa Djurklou, dotter till Nils Gabriel Djurklou. När hans föräldrar skildes flyttade han med sin mamma till Stockholm, och senare till London, där han kom att utbilda sig.
Aschan var bland annat behjälplig under andra världskriget och spårade upp några av Adolf Hitlers medarbetare efter att Nazityskland hade fallit.